# Hoya thomsonii
Hoya thomsonii is een plant uit de maagdenpalmfamilie (Apocynaceae).
De plant wordt gevonden in het noorden van India in de Himalaya.
Het is een klimplant met zeer lange uitlopers waarvan de ranken zich slingeren om andere planten en heesters. Deze kunnen tot drie meter lang worden. 
De plant heeft donkergroene leerachtige bladeren met een duidelijke nerf en de bladeren buigen langs de nerf aan beide kanten naar beneden.
De bloeiwijze verschijnt in trossen met tot vijftien bloemen. Deze zijn wit van kleur en hebben puntige bloembladen.